# Азер Мірзоєв
Азер Мірзоєв (азерб. Azər Mirzəyev, 20 березня 1978 Баку) — азербайджанський шахіст, гросмейстер (2001).
У складі збірної Азербайджану учасник 2-х шахових олімпіад (1998 — 2000).
Його рейтинг на листопад 2015 року — 2544 (466-е місце у світі, 12-е в Азербайджані).

## Зміни рейтингу
| На цьому місці має відображатися графік чи діаграма, однак з технічних причин його відображення наразі вимкнено. Будь ласка, не видаляйте код, який викликає це повідомлення. Розробники вже працюють для того, щоби відновити штатне функціонування цього графіка або діаграми. | |
| | На цьому місці має відображатися графік чи діаграма, однак з технічних причин його відображення наразі вимкнено. Будь ласка, не видаляйте код, який викликає це повідомлення. Розробники вже працюють для того, щоби відновити штатне функціонування цього графіка або діаграми. |